# Seeversiella bispinosa
Seeversiella bispinosa är en skalbaggsart som beskrevs av Ashe 1986. Seeversiella bispinosa ingår i släktet Seeversiella och familjen kortvingar. Inga underarter finns listade i Catalogue of Life.